# Acanthurus chirurgus

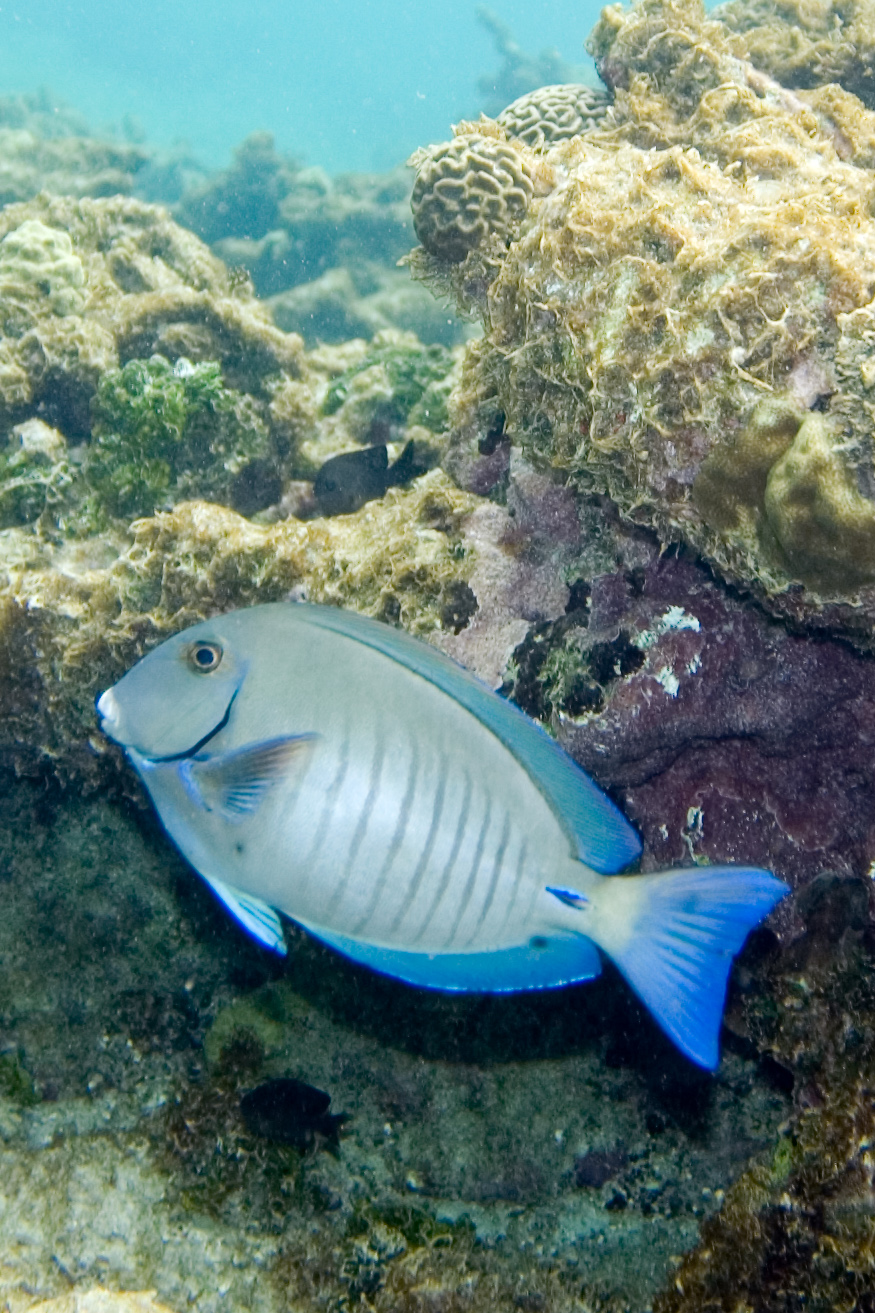
Acanthurus chirurgus en Bonaire

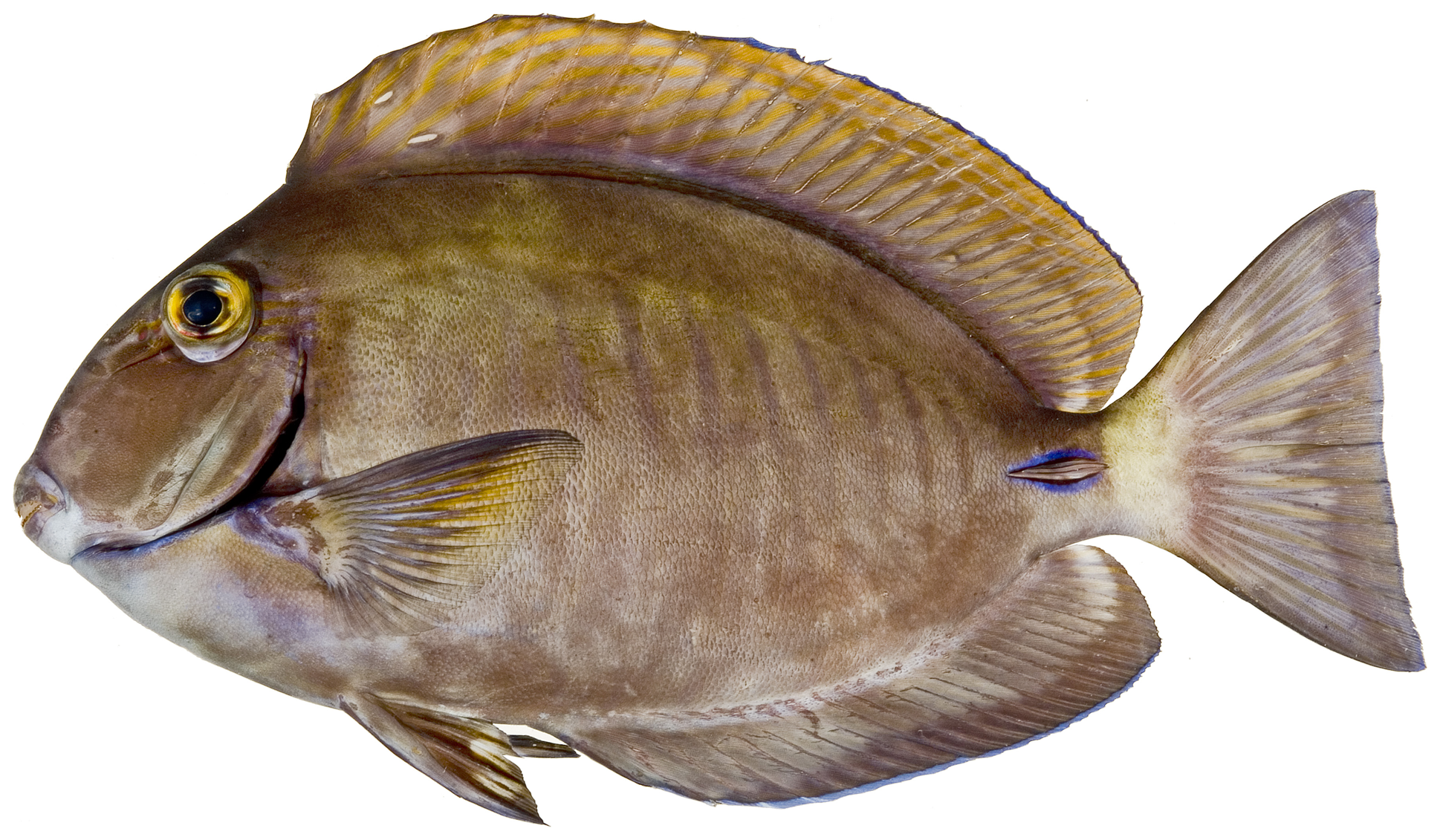
Acanthurus chirurgus, ejemplar preservado

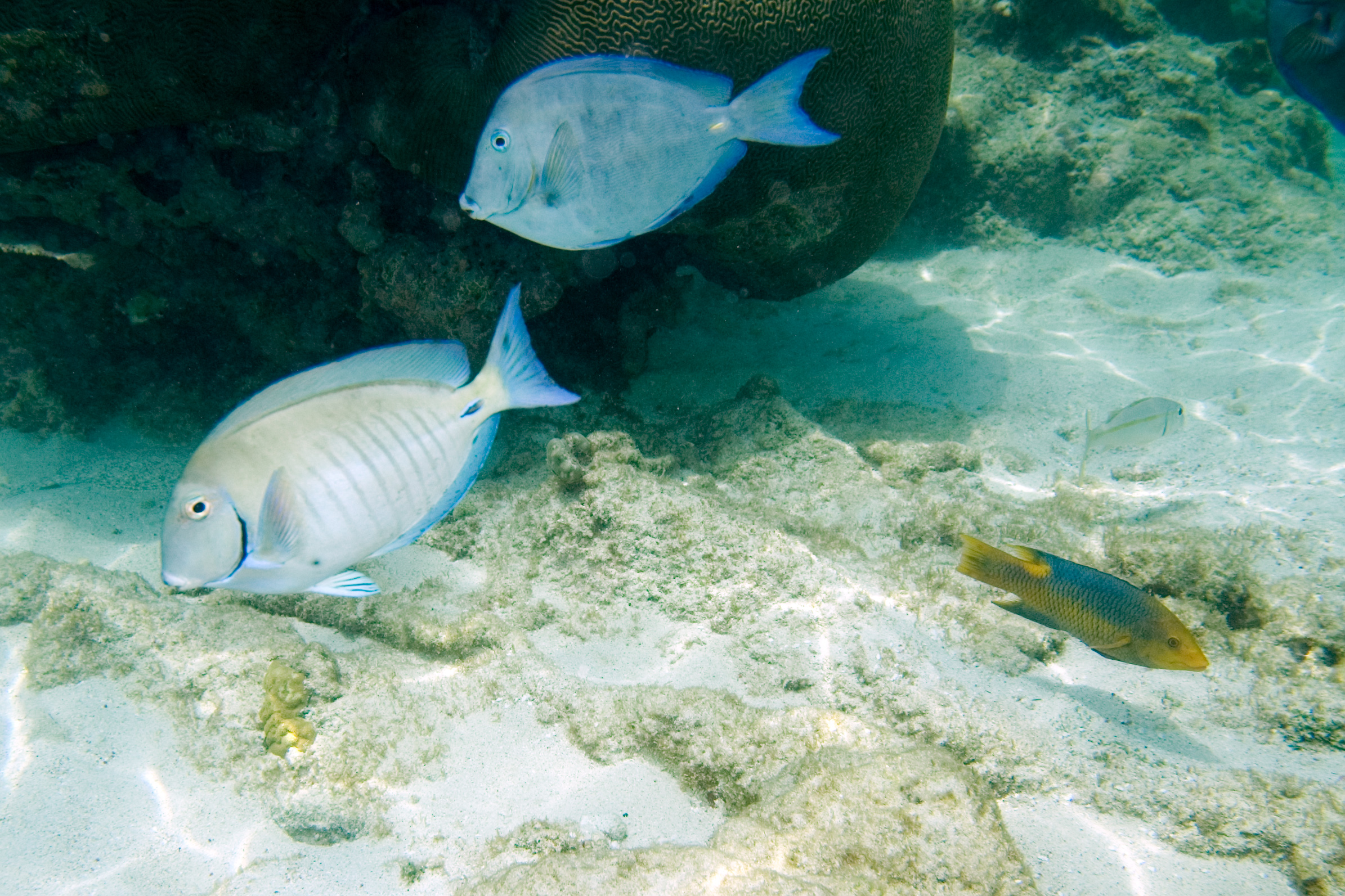
Acanthurus chirurgus, Acanthurus coeruleus (arriba) y Bodianus rufus (derecha)

El Acanthurus chirurgus es un pez cirujano, de la familia de los Acantúridos. Sus nombres comunes en español son cirujano rayado, barbero rayado,  o sangrador rayado. En algunas áreas de distribución es una especie común y se utiliza como alimento. Aunque raramente, su ingesta puede producir ciguatera en humanos, provocando problemas gastrointestinales y debilidad en brazos y piernas durante varios días. La causa son los dinoflagelados que el pez ingiere al pastar en corales muertos y algas, ya que contienen una toxina que, dependiendo de la cantidad consumida, provoca el envenenamiento.

## Morfología
Posee la morfología típica de su familia, cuerpo comprimido lateralmente y ovalado. La boca es pequeña, protráctil y situada en la parte inferior de la cabeza. El hocico es grande. Tiene entre 10 y 18 dientes en la mandíbula superior, y entre 12 y 20 dientes en la inferior; entre 16 y 19 espinas branquiales anteriores, y entre 15 y 18 espinas branquiales posteriores; 9 espinas y 24 o 25 radios dorsales; 3 espinas y entre 22 y 23 radios anales, y 16 o 17 radios pectorales.
Como todos los peces cirujano, de ahí les viene el nombre común, tiene 2 espinas extraíbles en el pedúnculo caudal, que las usan para defenderse de otros peces.

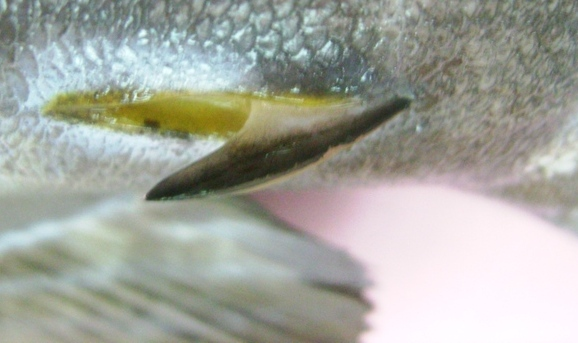
Espina caudal
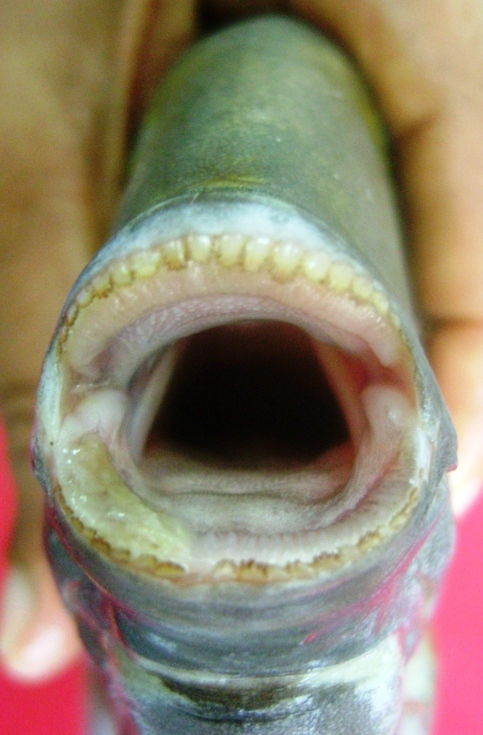
Boca y dientes de Acanthurus xanthopterus

Su coloración puede variar del azul grisáceo al marrón oscuro, y empalidecer u oscurecer dramáticamente. Tiene de 10 a 12 rayas estrechas, oscuras y verticales en los laterales del cuerpo. La aleta caudal tiene a menudo un área pálida en su base. Las aperturas de los "escalpelos" del pedúnculo caudal están ribeteadas de un color azul claro.
Alcanza los 39 cm de largo, aunque su tamaño más normal es de 35 cm.

## Hábitat y distribución
Es una especie bentopelágica. Asociada a arrecifes, se encuentra en lagunas interiores protegidas y arrecifes exteriores coralinos, con sustratos duros o arenosos. Ocurre en grupos poco compactos. Los juveniles usan las praderas de pastos marinos y los manglares como guardería. En el archipiélago de Fernando de Noronha, en el Atlántico sudoeste, los juveniles mantienen estaciones de limpieza junto a individuos de "cirujano azul", Acanthurus coeruleus, y del "sargento mayor", Abudefduf saxatilis, picoteando las mudas de piel y parásitos de la tortuga verde Chelonia mydas; siendo las aletas de las tortugas las partes más limpiadas.
Su rango de profundidad está entre 2 y 25 metros, aunque se localizan hasta a 800 m de profundidad. Su rango de temperatura conocido es tropical, entre 22 y 25 °C, aunque otras fuentes reportan localizaciones entre 23.53 y 28.50 °C.
Se distribuye en aguas tropicales del océano Atlántico. Es especie nativa de Anguilla; Antigua y Barbuda; Aruba; Bahamas; Barbados; Belice; Bermuda; Brasil;  Islas Cayman; Colombia; Costa Rica; Cuba; Curaçao; Dominica; República Dominicana; Estados Unidos de América; Guayana Francesa; Granada; Guadalupe; Guatemala; Guayana; Haití; Honduras; Jamaica; Martinica; México; Montserrat; Antillas Neerlandesas (Bonaire); Nicaragua; Panamá; Puerto Rico; Saint Barthélemy; Saint Helena, Ascensión y Tristan da Cunha; San Cristóbal y Nieves; Santa Lucía; Saint Martín; Saint Vincent y las Grenadines; Suriname; Trinidad y Tobago;  Islas Turks y Caicos; Venezuela e Islas Vírgenes.

## Alimentación
Se nutre principalmente de algas bénticas filamentosas. Ocasionalmente se alimenta en praderas marinas, también de la película de algas que hay sobre los fondos arenosos. En ocasiones forma cardúmenes para alimentarse junto a individuos de la especie emparentada A. bahianus. El contenido del tracto digestivo contiene entre un 25 y un 75 % de materia inorgánica, incluyendo arena y grava de 5 mm de diámetro, fragmentos del algas Halimeda y espículas de esponjas marinas. La ingesta de arena ayuda a triturar las algas en el estómago de los peces, facilitando su digestión. Está clasificado como herbívoro itinerante.

## Reproducción
Son monógamos, ovíparos y de fertilización externa. Desovan en grupo huevos pelágicos de 1 mm de diámetro, que contienen una gotita de aceite para facilitar la flotación. En 24 horas, los huevos eclosionan larvas pelágicas translúcidas, llamadas Acronurus. Son plateados, comprimidos lateralmente, con la cabeza en forma de triángulo, grandes ojos y prominentes aletas pectorales. Cuando evolucionan a juveniles mutan su color plateado a marrón y las formas de su perfil se redondean. La metamorfosis completa dura una semana aproximadamente, resultando ejemplares juveniles de unos 5 cm de largo. Alcanzan la madurez sexual rápidamente, a partir de 9 meses.

## Mantenimiento
La iluminación deberá ser necesariamente intensa para que pueda desarrollarse la colonia de algas suficiente de la que se alimenta. Además requiere mantener un buen número de roca viva entre la decoración del acuario con suficientes escondrijos.
Al igual que el resto de especies de cirujanos, son muy sensibles a determinadas enfermedades relacionadas con la piel. Es recomendable la utilización de esterilizadores ultravioleta para la eliminación de las plagas patógenas. 
Aunque es herbívoro, acepta tanto artemia y mysis congelados, como alimentos disecados. No obstante, una adecuada alimentación debe garantizar el aporte diario de vegetales, sean naturales o liofilizados, alga nori, espirulina, etc.